# 1908年-1945年の国鉄ダイヤ改正
1908年-1945年の国鉄ダイヤ改正（1908ねんから1945ねんのこくてつだいやかいせい）では、鉄道国有法に基く主要17私鉄の国有化が完了した翌年の1908年（明治41年）から、太平洋戦争の終結した年である1945年（昭和20年）の間に実施された、国有鉄道（院線・省線）におけるダイヤ改正について記す。

## 1908年（明治41年）
この年は5月1日と12月25日の二度にわたり、主に東北地方・北海道各線で改正が行われた。同年3月7日に青函連絡船が青森 - 函館に就航し、本州 - 北海道連絡に著しい改善が為されたという背景があり、それに関連する路線でも輸送力の強化が求められた事情がある。
5月の改正では上野駅 - 青森駅に現在の東北本線を走る急行201・202列車が新設された（厳密には仙台駅止まりであった急行列車の区間延長という形態）。それに先立ち日本鉄道時代に設定された海岸線（現、常磐線）経由の急行801・802列車と併せ、上野駅 - 青森駅を結ぶ急行列車は2往復に増発されるとともに、北海道側でも現在の函館本線にあたる函館駅 - 旭川駅に直通列車が登場した。
しかし、まだ試行段階と言うべき状況であったようで、12月の改正で、東北線経由201・202列車は再び仙台駅以南のみの運転となり、海岸線経由801・802列車も速度を低下させている。

## 1909年（明治42年）
4月21日に再び東北地区のダイヤ改正が行われ、201・202列車が改めて青森駅発着となった。12月28日には、急行料金が、801・802列車の上野駅 - 平駅（現、いわき駅）で所要とされた。それまで東海道本線・山陽本線急行のみに導入されていた急行券制度が、東北地域にも導入されたものである。
その東海道本線でも6月15日に改正があり、「最急行列車」が所要時間を約30分短縮した。また、11月21日には現在の鹿児島本線・肥薩線にあたる門司駅（現、門司港駅） - 吉松駅 - 鹿児島駅が全通し、九州縦断鉄道の一つが完成した。それに先立つ10月12日には「国有鉄道線路名称」が制定された。現在まで用いられている東海道本線・常磐線などの路線名称は、このとき制定されたものである。

## 1910年（明治43年）
6月12日、宇野線の岡山駅 - 宇野駅と宇野 - 高松を結ぶ宇高連絡船が開業し、山陽鉄道時代に運行を開始していた岡山 - 高松の航路に代わって四国連絡のルートとなった。12月1日には九州各線で改正が行われ、門司駅 - 長崎駅・鹿児島駅の急行列車の速度が向上されている。

## 1911年（明治44年）
この年は東北・北海道の各路線で時刻が計4回改正された。東北本線・常磐線でのダイヤ改正は、急行列車の速度を一部低下させるという低調な内容であったが、7月1日に北海道各線で行われたダイヤ改正では函館駅 - 旭川駅に北海道初の急行列車が誕生している。この列車は設定当初から急行券制度を採用した。

## 1912年（明治45年）
この年7月30日に明治天皇が崩御して皇太子嘉仁親王が新天皇として即位、年号も「明治」から「大正」へ移行する。
それに先立つ6月15日、明治時代の日本の鉄道史を締めくくる形で、画期的な列車が登場した。東海道本線・山陽本線の新橋駅 - 下関駅で運行を開始した1・2列車がそれで、日本初の「特別急行列車」（特急）である。内容としてはそれ以前より、新橋駅 - 神戸駅を運行していた「最急行列車」を下関駅まで区間延長したものである。
1・2列車は、終点の下関では朝鮮の釜山への航路である関釜連絡船に接続しており、その釜山からは朝鮮総督府鉄道・南満洲鉄道、さらにはシベリア鉄道への列車と連絡し、朝鮮・中国・欧州へと至る国際連絡運輸の一環をなすものであった。列車の水準の高さを誇示する見地から、最後尾には和風装飾を施した一等展望車を新たに開発して連結、列車業務の全般を取り仕切る「上級車掌」というべき列車長は、「シェフ・ド・トラン」とフランス語での刺繍が入れられた腕章を着けて乗務した。この列車長には英語を解する者を乗務させたという。大衆旅客向けの三等車は連結されず、上級客対象の一等車・二等車のみで組成されるなど、文字通り「特別」な列車であり、国際連絡運輸の関係からも日本の威信をかけた別格な存在であったともいえよう。

## 1913年（大正2年）
4月1日に北陸本線の米原駅 - 直江津駅が全通し、新橋駅 - 名古屋駅を急行運転する新橋駅 - 米原駅 - 直江津駅直通の列車が設定されたが、翌年4月には普通列車に格下げされている。
また5月21日と12月16日には東北・常磐線で時刻が改正され、特に5月改正では上野駅 - 青森駅に設定されていた急行列車2往復がいずれも1時間45分・2時間45分と大幅な時間短縮を行っている。同時に北海道では函館駅 - 釧路駅運行の3・4列車も新設され、急行列車は2往復となった。
11月25日には九州各線でも時刻が改正され、門司駅 - 鹿児島駅を走っていた急行1・2列車と門司駅 - 長崎駅運行の急行3・4列車の門司駅 - 鳥栖駅が併結運転となり、3・4列車は11・12列車と列車番号を改めた。また新たに門司駅 - 久留米駅運行の急行列車が設定されている。

## 1914年（大正3年）
この年12月20日、東海道本線の東京での新ターミナル駅として新橋駅に代わって東京駅が開業、従来の新橋駅は汐留駅と改称して貨物列車・荷物列車専用駅となり、旅客列車は全て新設の東京駅発着となった。なお現存の新橋駅は、すでにそれ以前から山手線電車用の駅として開業していた烏森駅が、この時改称されたものである。

## 1915年（大正4年）
2月1日に前年の東京駅開業に伴った所要時間を若干順延するダイヤ改正が行われ、3月25日には信越本線に初の急行列車（101・102列車・上野駅 - 直江津駅 - 新潟駅）が新設された。

## 1917年（大正6年）
この年は6月1日に東京以北で、10月1日に東京以西で時刻が改正された。
6月改正では東北本線・常磐線急行列車の急行券販売区間が全区間に拡大され、所要時間が常磐線経由の801・802列車では32分・15分、東北本線経由の203・204列車では32・35分短縮され、上下4列車とも17時間運転になった。
10月改正では東海道本線などでの普通列車増発が図られるとともに、九州の鹿児島本線・長崎本線・豊州本線（現、日豊本線）などでも速度向上と列車増発が行われた。

## 1919年（大正8年）
8月20日、東京駅 - 下関駅を運行していた急行の3・4列車から利用客の多かった三等車が分離され、5・6列車となった。5・6列車は食堂車も大衆向けの「和食堂車」を連結しており（従来の特急列車などの食堂車は、西洋式の「洋食堂車」であった）、3・4列車と30分間隔での続行運転を行った。他にも東京駅 - 神戸駅運行の急行7・8列車、9・10列車、11・12列車などで同様の続行運転が行われており、11・12列車も三等車のみの編成となっていた。
この時期は、国有鉄道を運営していた鉄道院（翌1920年5月に鉄道省へ組織変更）でも従前の「乗せてつかわす」から「乗っていただく」へ方針を改めるべく、さまざまな旅客サービスが新たに次々と導入されていた。三等急行と和食堂車の出現はその一環と言える。

## 1921年（大正10年）
東海道本線の大津駅 - 京都駅で新逢坂山トンネルの開削に伴い大規模なルート変更が行われ、同区間の距離は11.5kmとそれまでより4.5km短縮された。これに伴う8月1日の改正で東海道本線の列車は概ね速度が向上されたが、特に特急1・2列車は2年前に開発された18900形蒸気機関車（後のC51形）の導入もあって、東京駅 - 下関駅の所要時間を24時間と数分程度にまで短縮した。

## 1922年（大正11年）
3月15日、奥羽本線初の急行列車として701・702列車（上野駅 - 福島駅 - 秋田駅 - 青森駅）が、関西と北陸を結ぶ急行列車として680・681列車（神戸駅 - 富山駅）が、関東と北陸を結ぶ急行列車として773・772列車（上野駅 - 直江津駅 - 金沢駅）が新設され、特に日本海側各線で速度向上が図られることになった。

## 1923年（大正12年）
5月1日に北海道で宗谷本線が全通した事に伴うダイヤ改正が行われ、樺太（現、サハリン）連絡の改善を目して、函館線急行1・2列車の運行区間が函館桟橋駅（現、函館駅構内） - 稚内駅（現、南稚内駅）に変更された。同時に函館桟橋駅 - 旭川駅運行であった急行3・4列車も、池田駅分割で、道東の網走駅・根室駅までを結ぶ列車になっている。
また7月1日には東海道本線・山陽本線でダイヤが改正され、東京駅 - 下関駅に2本目の特急列車として3・4列車が新設された。1・2列車が一等車・二等車のみで編成されていたのに対し、この3・4列車は三等車のみの編成で、食堂車も「和食堂車」であり、1・2列車と15分間隔の続行運転を行った。前述した急行5・6列車もそうであるが、大正デモクラシーの影響と中産階級の台頭、鉄道利用客の増加と国有鉄道側のサービス精神の向上、さらには鉄道旅行の一般化などの背景が、このような大衆向け優等列車の新設につながったとも言える。
この年9月1日には関東大震災が発生し、それによって関東一円の路線は莫大な被害（特に根府川駅では列車が海中に転落した）を受けた。本格的な復旧までにはその後数年を要した。

## 1924年（大正13年）
7月31日に羽越本線（翌年までは羽越線）が全通した事により、関西から東北にいたる日本海縦貫線が完成した。早速神戸駅 - 青森駅に直通の急行503・504列車が新設され、当時最長距離を走る急行列車となった。

## 1925年（大正14年）
3月31日に東海道・山陽本線で複線化が進展した事により普通列車のスピードアップを図るダイヤ改正が行われ、6月1日には青函連絡船の所要時間が4時間半とそれまでより40分短縮された。
なお列車の運行とは直接関係がないが、この年4月1日に現在の「JTB時刻表」の元となる「汽車時間表」が創刊されている。また7月には北海道を除く全線で列車を運休してねじ式連結器から自動連結器への切り替えが行われ、速度向上や輸送力向上、安全性改善を実現した。

## 1926年（大正15年）
8月15日にダイヤが改正される。関東大震災の復興がほぼ終わった事に伴うもので、まず東海道本線では前年の改正でスピードアップが行われなかった特急・急行列車の速度向上・増発が行われた。特急の東京駅 - 下関駅の所要時間は22時間55分 - 23時間25分とそれまでより1時間以上も向上し、三等急行であった5・6列車が二・三等編成に、一・二等急行であった7・8列車が各等編成になった。また東京駅 - 名古屋駅、名古屋駅 - 神戸駅に日本初となる「準急行列車」（現在の快速列車に近い存在で、特別料金不要）も新設された。その他東北・日本海沿岸各線でも時刻改正が行われ、一部列車の配列の見直しなどが行われた。なお、この時改正が行われなかった九州では9月15日に、北海道では9月25日に若干の時刻改正が実施されている。

## 1927年（昭和2年）
前年12月25日に大正天皇が崩御して皇太子裕仁親王が新天皇として即位、元号が「大正」から「昭和」に変わった。よって昭和元年は僅か6日間であり、実質的にはこの年が昭和時代の始まりとなった。
まず4月1日に、東海道本線の東京駅 - 国府津駅で、信越線碓氷峠区間を除けば国鉄初となる電気機関車の本格的な営業運転が外国から輸入したものを用いて開始され、2日後の4月3日には四国の高松桟橋駅（現、高松駅） - 松山駅を結ぶ讃予線（現、予讃線）が開通、6往復の列車が新設された。
そして10月17日、九州の鹿児島本線のルートが、従来の山岳ルートである吉松駅・隼人駅（現、肥薩線・日豊本線）経由から、有明海沿いの海岸部を経由する後の川内駅経由新線に変更され、急行列車の速度が30分程度短縮された。
12月15日には、下関と東京の間に貨物特別急行列車（鮮魚貨物列車）の運転が開始されている。

## 1929年（昭和4年）
昭和金融恐慌などの影響を受けて日本は深刻な不況に陥っていたが、国鉄でも旅客減に伴う減収に悩んでいた。そのため従来にない誘客策が多く試みられるようになる。
この年9月15日に実施されたダイヤ改正では、特急列車に欧米での事例に倣う形で列車愛称をつける事になった。イメージアップと利便性を考慮した新機軸である。
列車名は公募で選ばれ、一・二等編成の1・2列車が「富士」、三等編成の3・4列車が「櫻」とされた。これに伴い、15分程度であったが所要時間も短縮されている。
東京以西では時刻的には特急列車よりもむしろ急行列車の方の改善が目立ち、東京駅 - 下関駅運行の急行で40分から2時間程度、東京駅 - 神戸駅運行の急行で24 - 49分ほど所要時間が短縮された。あわせて東京 - 大阪間に小荷物専用列車を新設し客荷分離を試みた。
また東京以北の東北本線・常磐線・高崎線・信越本線や、日本海縦貫線・鹿児島本線などでも列車の速度が向上され、特に高崎線・信越本線系統の下りでは上野駅 - 新潟駅急行で57分、上野駅 - 金沢駅で1時間19分もの時間短縮が図られている。

## 1930年（昭和5年）
この年10月1日に実施された改正は全体的に速度向上が中心とされ、その象徴として「超特急」と呼ばれた特急「燕」が東京駅 - 神戸駅で運転を開始した。「燕」は同区間を9時間（大阪までは8時間20分・それまでの「富士」は神戸まで11時間38分）で結び、それまでの特急であった「富士」・「櫻」を抜いて一気に国鉄のスター列車となった。
なおこの改正では在来列車の「富士」・「櫻」も、前年の改正ではさほど短縮されなかった所要時間が大幅に短縮され（全区間で2時間半 - 3時間）、前述した東京駅 - 神戸駅のそれは「富士」の下りで9時間51分になっている。
また九州の長崎本線、そして東京以北の常磐線・東北本線でも時間短縮が図られている。

## 1931年（昭和6年）
9月1日、9年の工期をかけて当時日本一の長さを誇った清水トンネル（9,702m）が貫通した事により、上越線が全通した。緩勾配であることから、信越本線に代わって関東地方から日本海側への短絡ルートとなった。
上野駅 - 新潟駅を運行していた急行列車は当然ながらこの新ルートへ切り替えられた（701・702列車）が、碓氷峠の難所がなくなったこともあり、97kmの距離短縮以上にスピードアップ効果は著しく、全区間での所要を約4時間も短縮した。また、この急行は新津駅で一部編成を切り離し、準急列車扱いで秋田駅まで直通運転させた。羽越線経由の場合、上野駅 - 秋田駅の距離は奥羽本線経由より若干長いものの、こちらも板谷峠のような難所がなかったこともあって、奥羽本線経由急行よりも1時間程度の短縮をみた。
なお線路容量に余裕が生じた信越本線でも速度向上が図られ、上野駅 - 金沢駅の急行が1時間程度所要時間を短縮している。

## 1932年（昭和7年）
1929年（昭和4年）と1930年（昭和5年）のダイヤ改正が大規模であったこともあり、それ以降東京以西ではダイヤ改正がほとんど実施されてきていなかったが、この年12月6日に九州でそれが実施された。急行列車にはさほどの変化はなかったが、普通列車の所要時間は各線で大幅に短縮されている。

## 1933年（昭和8年）
2月24日に山陰本線の京都駅 - 幡生駅が全通し、列車配列がそれに伴って一部変更された。
また7月1日には日本海縦貫線で時刻が改正され、大阪駅 - 青森駅の急行列車が速度を向上させ、所要時間が下り23時間30分、上り23時間15分と24時間の大台を割り込んでいる。

## 1934年（昭和9年）
12月1日に主要幹線の短絡ルートが開通し、距離短縮が実現した事により大規模なダイヤ改正が行われる。丹那トンネルの貫通により、東海道本線のルートが国府津駅 - 沼津駅で現行の熱海経由（それまでは現在の御殿場線経由）へ、山陽本線のルートが麻里布駅（現在の岩国駅） - 櫛ケ浜駅で柳井駅経由から現在の岩徳線経由へ、長崎本線のルートが肥前山口駅 - 諫早駅（現行ルート、それまでは現在の佐世保線 - 早岐駅 - 大村線経由）でそれぞれ短絡ルートに変更されている。
またダイヤ改正は、それら区間短縮と直接的な関係のない東京以北でも行われている。

## 1935年（昭和10年）
前年の改正が大規模なこともあって、この年以降しばらくは大きな動きは見られなくなる。
そのような状況下で3月15日には山陰本線でダイヤが改正され、大阪駅 - 大社駅（大社線、現在廃止）に山陰本線初の急行列車が設定される。
また11月24日には、三津内海駅（現、安浦駅） - 広駅を最後にして呉線の三原駅 - 海田市駅が全通した。軍港呉市への連絡を改善するとともに、山陽本線の急勾配区間である瀬野八（瀬野駅 - 八本松駅）を避けられる経路であることから、同線のバイパスルートとしての役割も果たす事になる。この改正時においては東京駅 - 下関駅を結び、国際連絡運輸の一環も担う列車であった急行7・8列車が、新たに呉線経由となった。

## 1936年（昭和11年）
この年もさほど大きな動きはなかったが、12月11日実施のダイヤ改正では東海道・山陽本線の不定期急行列車が新設・区間延長され、日豊本線初の急行列車が門司駅 - 宮崎駅 - 鹿児島駅間に新設された（翌年宮崎駅までに短縮）。

## 1937年（昭和12年）
7月1日にダイヤが改正され、東京駅 - 神戸駅に日本で4番目となる特急列車「鴎」が新設された。この頃が、日本における戦前の鉄道サービス絶頂期といえる。
しかしそのわずか6日後となる7月7日、盧溝橋事件をきっかけに日中戦争が勃発すると、「一般旅客へのサービス」は後退し、輸送体制は「戦時輸送」主軸へと変化していく事になる。この年と翌年にはさほど大きな変化はなかったが、12月15日には阪和電気鉄道線（現、JR西日本阪和線）・南海鉄道（現、南海電気鉄道）本線から省線へ直通する温泉快速列車「黒潮号」が廃止されるなど、各地で観光客向け列車の削減が行われるようになった。

## 1939年（昭和14年）
1938年（昭和13年）に国家総動員法が制定されるなど、次第に戦時体制が強化されていく中で、この年11月15日にダイヤ改正が実施される。
改正内容はその「戦時体制への強化」に重点がおかれたもので、具体的には軍需工場への動員を図るための通勤列車の増発と、中国大陸への往来が増加したことから急行列車の増発が行われた。
なお、東海道・山陽本線では東京駅 - 大阪駅に3往復、大阪駅 - 下関駅に3往復の急行列車が新たに設定されたが、前述のように通勤列車が増加したため、朝上りの東海道本線東京近郊では急行列車を「平行ダイヤ」に乗せ、速度を低下させて列車を増加される策がとられた。

## 1940年（昭和15年）
前年に続き、10月10日に実施された改正では再び東海道・山陽・東北などの各線で急行列車が増発され、東海道本線東京近郊の夕方下りでも「平行ダイヤ」が導入されるようになった。大陸との結びつきをいっそう強化しつつ、輸送量の増加を図ったものである。
またこの頃から次第に「遊楽旅行廃止」・「贅沢は敵だ」などのスローガンが打ち出され、通常の旅客輸送に対する制限が強まって行く。しかし国家神道体制に沿った伊勢神宮・橿原神宮等、「聖地」とされた場所への参拝や国民の体力向上につながると考えられた登山などは奨励された。

## 1941年（昭和16年）
2月15日と8月1日に小規模の改正があり、一部不定期急行列車の定期化と経路変更が行われた。
前年頃から推し進められていた旅客制限にはいっそう拍車がかかり、7月16日には食堂車の連結列車削減と三等寝台車の全廃がなされている。それでも急増する旅客輸送には十分に対処できず、この頃から長距離列車は大混雑するのが普通になっていった。
12月8日に中国での戦局が泥沼に陥った状態のままで日本は真珠湾攻撃を行って太平洋戦争に突入し、戦時体制はいっそうの強化が図られるようになった。

## 1942年（昭和17年）
この年は1月1日に料金値上げ（約2倍）、4月1日に運賃値上げ（約28%）を行うなど、旅客制限と戦費調達に鉄道省も必死になっていたが、このようなさなかで関門鉄道トンネルが開通する。
1936年（昭和11年）から建設が進められていた関門トンネルであったが、戦時体制を背景に、筑豊の産炭地からの石炭輸送を、船舶から鉄道に移行させる見地もあって途中から突貫工事が行われ、開通をみたものであった。まず試験運行もかねて6月20日から石炭貨物列車の運行を開始、7月1日に正式に開業した。そしてこの11月15日に旅客営業も開始された。これに伴い本州と九州の間が結び付けられたことから、ダイヤも大幅に変更された。

## 1943年（昭和18年）
太平洋戦争の戦局がガダルカナル島の戦いで大敗するなど悪化する中、まず2月1日に改正があった。戦力の飛躍的増強を図るため、旅客列車の運転調整が行われ、特急「鴎」の廃止や急行列車の運転区間短縮、準急の原則廃止など全国的に旅客列車の運行が大幅に整理、削減された。続いて10月1日にも貨物列車本位のダイヤ改正が行われ、国鉄のシンボル的存在であった特急「燕」が廃止、唯一残された特急「富士」も速度低下・区間短縮がなされた。なお先立つ7月1日には料金制度の改正があり、特急列車を「第一種急行」、急行列車を「第二種急行」と呼ぶようになった。

## 1944年（昭和19年）
閣議決定された「決戦非常措置要綱」に基く改正が4月1日に行われ、最後に残っていた第一種急行列車「富士」が廃止、更に一等車・展望車・食堂車・寝台車も全廃された。旅客制限はいっそう拍車がかかり、この時から100km以上の距離の乗車券を購入する際には警察署などが発行する「旅行証明書」が必要とされるようになった（9月に廃止）。
続く10月11日には、関門鉄道トンネルの複線使用が9月9日に開始されていたこともあって時刻改正がなされたが、基本的にはやはり旅客列車の削減と貨物列車の増発がメインであった。

## 1945年（昭和20年）
1月25日に東京以西の、特に山陽本線で貨物輸送力を増やすためのダイヤ改正が行われ、急行列車は東京以西各線の5本のみとなり、他路線の急行は全てこの時までに廃止された。
そして本土への空襲が激しくなってきていたことから列車の運行に支障が出るようになり、3月20日改正ではついに急行列車は東京駅 - 下関駅の1往復のみとなった。
沖縄戦で壊滅的な敗北を喫する中、5月1日・6月10日にも再び時刻が改正され、また列車の大規模な削減が行われる。これらの結果、列車の設定キロは1942年（昭和17年）当時の6割程度である約26万kmにまで落ち込んだ。6月10日の改正は、戦前最後となるものである。
日本は8月6日の広島市原子爆弾投下、8月9日の長崎市原子爆弾投下とソ連対日宣戦布告を受けてポツダム宣言の受諾を決定、8月15日に玉音放送がなされて満洲事変からの十五年戦争は終結した。
玉音放送がなされたのと同じ8月15日には、運輸省（鉄道省が改編統合）内部に「復興運輸本部」が設置されて再起を模索したが、戦争による鉄道の被害は甚大で、着手の糸口にも事欠く有様であった。
9月1日には連合国軍最高司令官総司令部（GHQ/SCAP）の指揮下に鉄道も置かれる事になる。占領軍輸送を優先的に行わなければならなかったこともあって、復興は遅々として進まなかった。
11月20日、ようやく戦後初のダイヤ改正が実施され、東京以西各線で4往復、東京以北で3往復の急行列車が復活している。しかしながら、戦前に徴用されていた中国人・朝鮮人・台湾人の炭鉱労働者が帰郷し、労働力低下で採炭量が不足したことや、そして産出された石炭に粗悪な質のものが多かったことなどの悪条件が重なり、実際の運行は思うように任せなかった。さらに冬の暖房需要が増加した12月には3段階に渡って列車の削減がなされ、終戦直後を下回る輸送力になっている。